# 石原夢月
石原夢月（石原 める）是日本的偶像與前AV女演员，出生於1997年7月4日，爱知县出身，經紀公司是Bstar  。

## 簡歷
她從15歲起就以偶像身份活躍，當時以瀨織美津姬為團名。  
2018年，21岁的她演藝工作觸礁，考虑从事AV事业  。她認為偶像、平面寫真女星、AV女優都是表演工作，「可以成為某人的夢想和希望」。
2019年推出首部成人影片作品「绝对偶像AV DEBUT石原める」 。藝名是與製作單位SOD負責人討論後選出的。
2019年10月30日起，加入「原宿☆バンビーナ候補生」。
最喜欢的食物是魚、蝦、鳄梨和豌豆 。身高：153 厘米 。从小学三年级左右一直到初中三年级都練習指揮棒運動，身體結實 。
在AV出道前曾與3人有過性經驗 。雖然在偶像時期就有拍攝泳裝寫真集的經驗，但並未發表過影片。
2023年9月1日，在Instagram上宣布將於9月底退休 。